# Патена

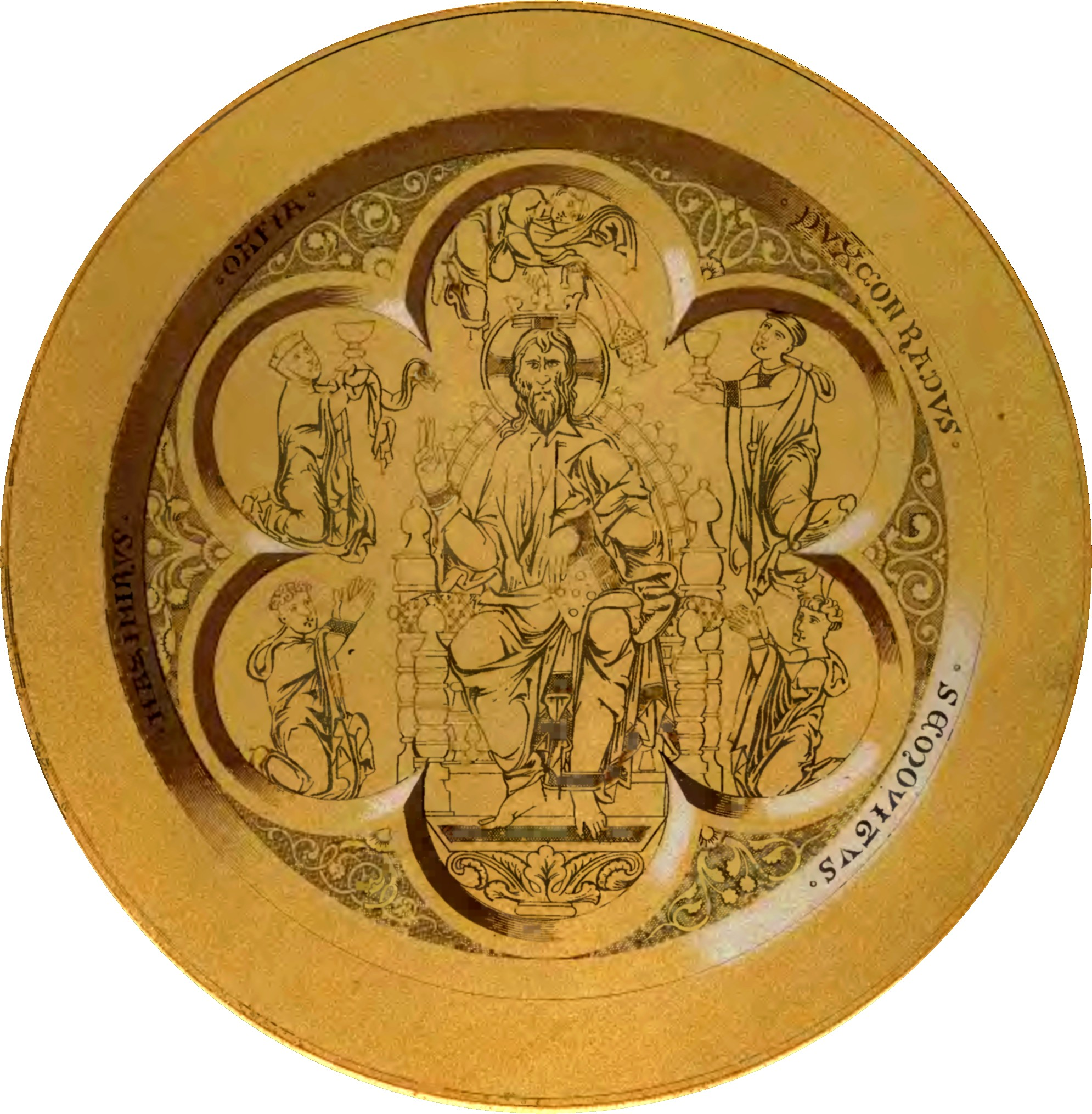
Патена XIII века

Пате́на (лат. patena, «блюдо») — в католической церкви латинского обряда один из литургических сосудов. Представляет собой блюдо с изображением сцен из Нового Завета. Аналогичный литургический сосуд в византийском обряде именуется дискос. Главное отличие восточного дискоса от западной патены — наличие у дискоса массивного основания.
Используется во время литургии. Согласно литургическим толкованиям патена символически изображает Вифлеемские ясли, а также гроб, в котором было погребено тело Иисуса Христа.
Патена служит для положения на неё во время мессы либо всех освящаемых гостий, либо главной гостии, которая преломляется после освящения. В Средние века патены были, как правило небольшого размера, достаточного, чтобы вместить главную гостию; малые гостии для причащения мирян освящались в других литургических сосудах. В XX веке наряду с небольшими патенами стали употребляться патены крупные, способные вместить все освящаемые гостии. Материалом для изготовления патены служит, как правило, металл (реже — керамика).